# パンゼー
パンゼー（ビルマ語: ပန်းသေးလူမျိုး、中国語: 潘泰人）はミャンマーの中国系ムスリムである。パンゼーはミャンマーで最も古いムスリムグループの一つであるが、データ不足のため、ミャンマーの中国系人口に占める中国系ムスリムの正確な割合は不明である。しかし、パンゼーの人口は起源である中国雲南省に近いシャン州北部に特に集中している。主な居住地はマンダレーとシャン州であり、特にタンヤン、メイミョー、モーゴッ、タウンジーに多く居住している。

## 語源
パンゼーという呼称はビルマ語で、シャン語のPang hseと同じだとされる。雲南省ではこの呼称は使われておらず、知られていなかった。雲南省に住む大多数のムスリムは回族であり、回族または回回と名乗るが、パンゼーと名乗ることはなかった。19世紀半ばに雲南省で起きたパンゼーの乱は、中国語では「杜文秀の乱」または「平南国」と呼ばれている。
語源についてはいくつかの説が提唱されているが、他の説を否定するほど有力なものはない。古代ビルマのビルマ人は、土着のイスラム教徒をペルシア語から派生した言葉であるPathiと呼んでいた。これはペルシャ語から派生した言葉で、中国系ムスリム以外のすべてのムスリムを指していた。雲南ムスリムに「パンゼー」という言葉が使われるようになったのは1875年頃からで、この頃からこの地域のイギリス人旅行者や外交官によって広く使われるようになった。
もう一つの説は、パンゼーはビルマ語で中国のムスリムを意味する "Tarup Pase "を短縮したものであるというものである。これは1868年にスレイデンが雲南省騰越に遠征した際に英語化されたものである。パンゼーという言葉はイギリス統治時代に広く使われるようになり、今日に至るまで、英語資料ではミャンマーの中国系ムスリム・コミュニティを一般的に指す名称となっている。

## 文化

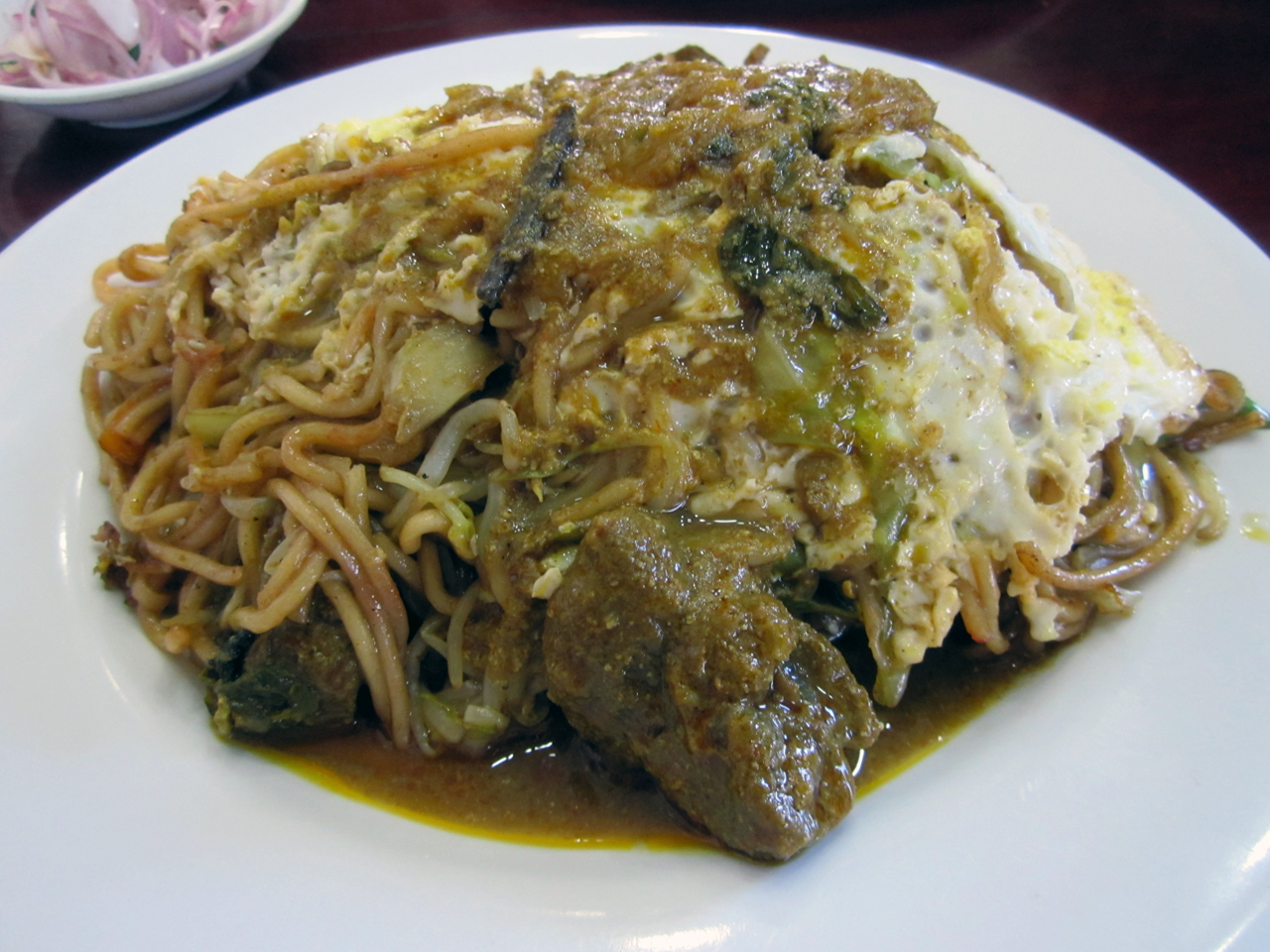
パンゼーカウスェ、ミャンマーの焼きそば

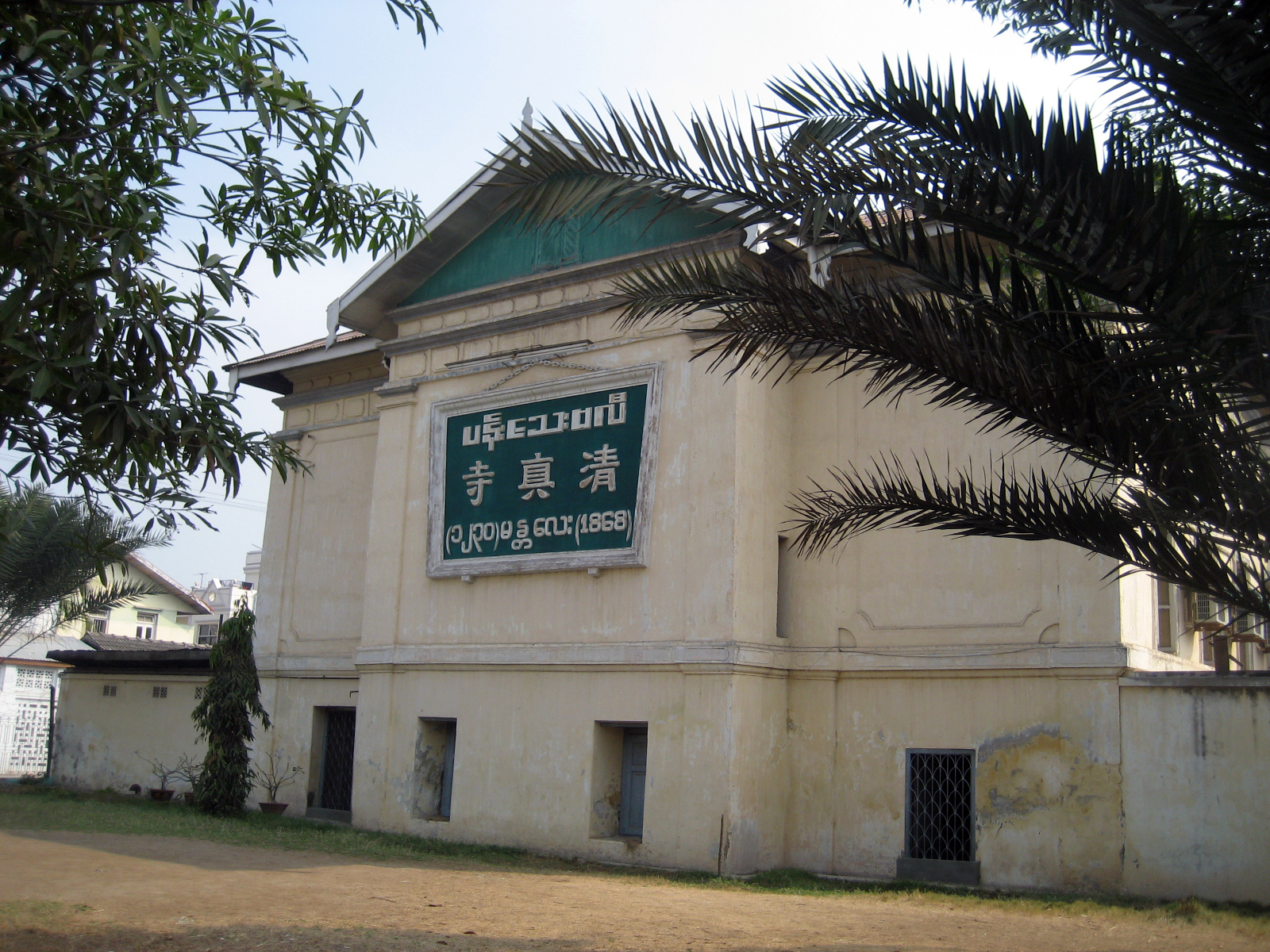
マンダレーのパンゼーモスク

パンゼーの乱の間、スルタン・スレイマン（杜文秀）は近隣諸国と緊密で友好的な関係を築こうとした。杜文秀はこれを機に、ビルマの王都に回民のモスクを設置させた。彼は、軍の幹部である馬都督を特使兼代理人としてマンダレーに派遣し、重要な使命を担わせた。モスクの完成には約2年を要し、王都に建てられた2番目のモスクとして1868年に落成した。今日でも、パンゼー・モスクはマンダレーで2番目に古いモスクとして残っている。
1941年の国勢調査が中止されたため、1931年以来ミャンマー国内のパンゼーの国勢調査は行われていない。外国人の渡航が制限されており、多くのパンゼーが住むシャンやカチンといった辺境地域に対する中央政府の統制が弱かったこともあり、1980年にパンゼーの人口を算出することはほとんど不可能であった。1960年にビルマの日刊紙ハンタワディ紙にミャンマー国内に10万人のパンゼーが居住しているという推計が掲載された。
ヤンゴン、マンダレー、タウンジーなどの地域では、　パンゼーのコミュニティが存在し続けている。また、チャイントン、バモー、モーゴッ、ラーショー、ピンウールィン、ラーショー近郊のタンヤンにもパンゼーのコミュニティがある。パンゼーの居住地には、独自のモスクやマドラサが存在している。これらのモスクの中には、明らかにインド・ムスリムの嗜好や様式の影響を受けた「擬ムガル」様式のものもあれば、（特にマンダレーでは）中国の建築様式を取り入れたものもある。
中国の回族と同様、ミャンマーのパンゼーもハナフィー派を信奉するムスリムである。アラビア語の初歩的なフレーズ以上に精通している人はほとんどいない。パンゼーのイマームが不在の場合、代わりに南アジア系やゼルバディが精神的に福祉に携わることが多い。ゼルバディは、外国人ムスリム（南アジアや中東）の男性とビルマ人女性が結婚した子孫のコミュニティである。

### パンゼーの通商隊
植民地期以前、パンゼーは中国南部と東南アジア北部の長距離通商隊の担い手として頭角を現した。フランスとイギリスが雲南に到着する頃には、パンゼーは事実上雲南のキャラバン貿易全体を支配していた。19世紀半ばまでに雲南商人の通商隊はチベットの東の辺境からアッサム、ビルマ、タイ、ラオス、トンキン（現在のベトナムの一部）を経て四川、貴州、広西の中国南部の地域に及んでいた。雲南回民による通商隊ネットワークの支配は20世紀まで続いた。
雲南の中国系ムスリムは、その商才で知られていた。彼らは商人として、兵士として険しい山岳地帯での陸路交易に適応していたのである。イスラームという宗教が、創始時から交易の宗教として栄えていたこともこれに役立った。また、ハッジ巡礼を行うという宗教的要件も、14世紀前半には早くも雲南とアラビアを結ぶ陸路の確立に役立っていた。
パンゼーの通商隊が雲南から持ち込んだ商品には、絹、茶、金属器具、鉄鉱石、フェルト、衣類、クルミ、アヘン、蝋、保存用の果物や食品、数種類の乾燥肉などがあった。雲南に持ち帰られたビルマ製品は生綿、生糸と絹、琥珀、翡翠とその他の宝石、ビロード、檳榔子、タバコ、金箔、保存食、紙、染料木、スティックラック、象牙、ナメクジや食用燕の巣などの特殊な食料品などであった。王室によって独占されていた生綿は中国で大きな需要があった。 コンバウン王朝と雲南との間では、大規模な貿易が行われていた。商品はエーヤワディー川を遡ってバモーまで運ばれ、そこで中国人商人に売られた。そして、一部は陸路、一部は水路で雲南に運ばれ、そこから中国の他の地方に運ばれた。ほとんどのキャラバンは 50〜100頭のラバと10～15人の御者からなっていた。

## 歴史

### 雲南ムスリム
ミャンマーにおけるパンゼーの歴史は、出身地である雲南省の歴史と切っても切れない関係にある。雲南の中国系ムスリムは商人や兵士として優れており、山岳地帯での陸路交易の厳しさに適していた。雲貴高原とエーヤワディーデルタやサルウィン川下流域との間の商業的・文化的接触は、おそらく漢族やビルマ族の集団がどちらかの地域に大きく移動する以前からあった。
8世紀には、イ族王朝の南詔が雲南を支配していた。13世紀にモンゴルがこの地域を征服するまで、南詔とその後継である大理国は存続した。南詔は政治的に独立していたが、唐代と宋代には中国の文化的影響が辺境地域に浸透した。唐代中期の801年頃に、降伏したムスリムの兵士が雲南に定住した可能性がある。『宋史』には「黒依大使」（アッバース朝カリフの黒い旗を指す言葉）と記されている。
中央アジア起源のムスリムが元の征服と中国南西部の支配に主要な役割を果たしたことは少なくとも確かである。その結果、13 世紀後半までに雲南省に独特のムスリムコミュニティが設立された。重要な軍人兼統治者の一人は、1274 年から 1279 年まで雲南行省の平章政事となったテュルク系宮廷官僚兼将軍であるサイイド・アジャッルであった。彼の息子である納速剌丁は雲南の道路網を担当し、1277年にモンゴルによる最初のビルマ侵攻を指揮した。納速剌丁は賢明で慈悲深い統治者であったとされ、雲南の人々を宣撫することに成功した。彼は孔子廟やモスク、学校の建設に貢献したとされている。彼の治世中、多数の中央アジア出身のムスリム兵士が雲南に移送されたが、雲南には漢民族の入植者がまだほとんど住んでいなかった。これらのムスリム守備隊の子孫は、雲南省とビルマにおける現在の中国系ムスリムの中核となっている。

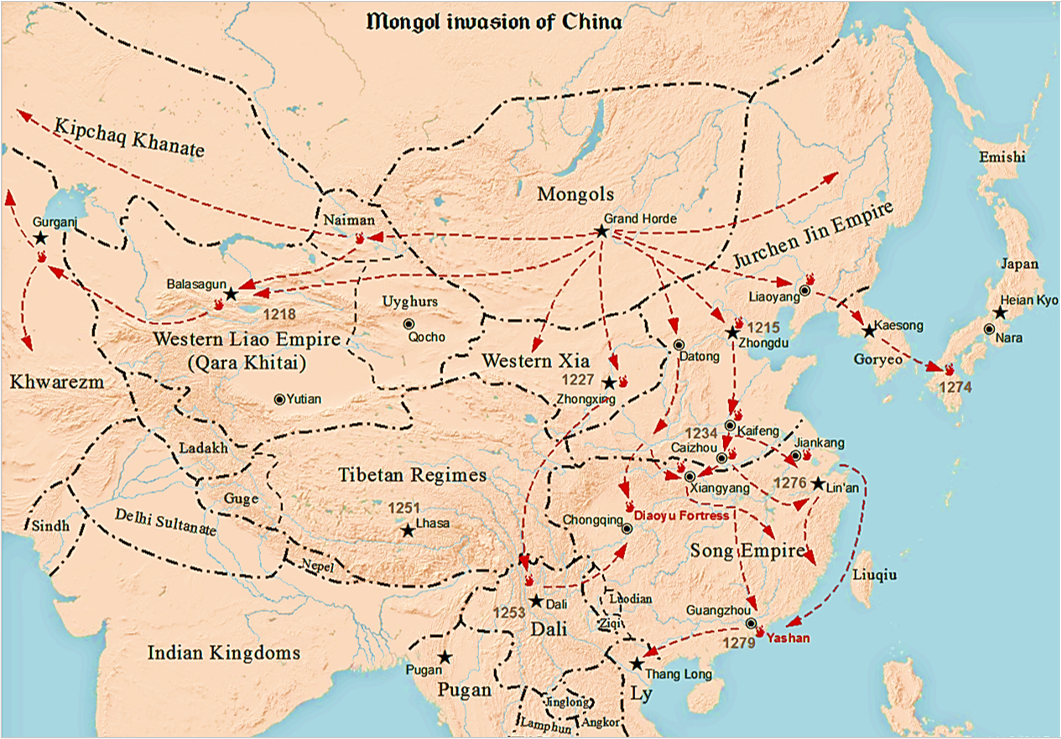
モンゴルの中国侵略

雲南省では、元と明の時代を通じて回族が繁栄した。元代初期には、マルコ・ポーロがこの地を訪れた際、住民の中に「サラセン人」がいることを記している。ペルシャの歴史家ラシードゥッディーンも同様に、雲南の「ヤチの大都市」にはイスラム教徒しか住んでいなかったと集史に記録している。ラシードゥッディーンは、雲南における回族居住地の最初期の中心地であった大理周辺の地域を指していた可能性がある。

### コンバウン朝時代のパンゼー

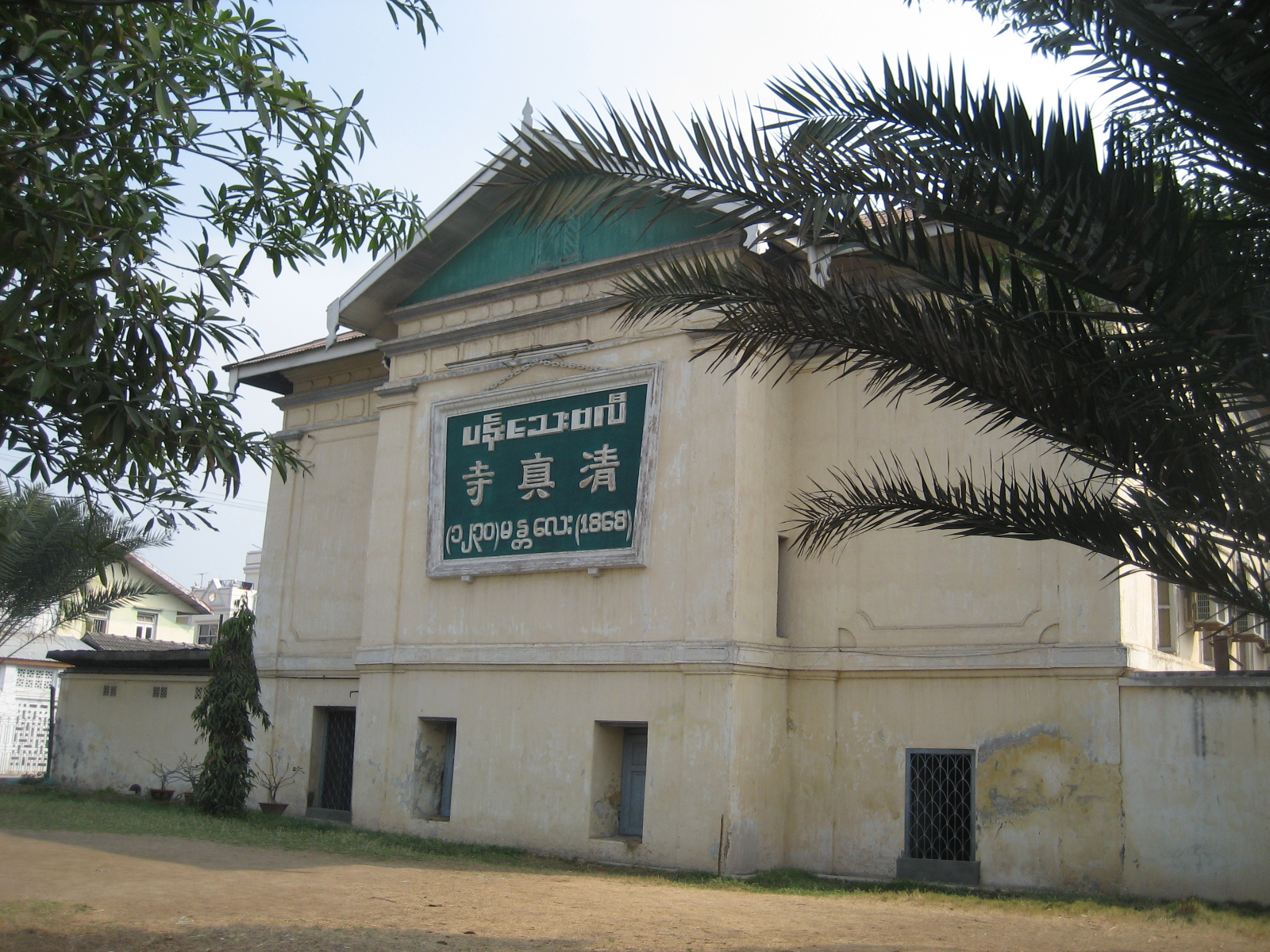
マンダレーのパンゼーモスク（清真寺）

19世紀、コンバウン王朝時代、特にミンドン王の時代には、マンダレーの王都にパンゼーが居住するようになった。その数は少なかったが、数人が翡翠鑑定士として宮廷内に入り込んだ。彼らは、ミンドン王によって指定された中国人居住区（ビルマ語: တရုတ်တန်း, tayoke tan）で、非ムスリムの漢人と共に暮らしていた。非ムスリムの漢人はもっと早くから定住を始めていたため、パンゼーが到着する頃には、既にマンダレーには独自の銀行、会社、倉庫を持ち、組織化された社会的・経済的生活を営む中国人コミュニティが存在していた。
偶然にも、王のもとにはすでに漢人の翡翠鑑定士がいた。王室の寵愛を受けようとする漢人とパンゼーの翡翠鑑定士との間の対立は、両集団間の争いを引き起こし、多くの死者を出した。ミンドン王は、パンゼーと漢人の宗教的・社会的な違いについてあまり考えていなかった。しかし、チャイナタウンでの争いの後、王は両集団を分離するようになった。
ミンドン王は、パンゼーと漢人の間の争いを防ぐために王都のパンゼーに独立した居住地を与えた。パンゼーには、王都の範囲内で自分たちの居住地を選択できるという珍しい恩恵が与えられ、彼らは現在のパンゼー居住区がある場所を選びました。北は35番街、南は36番街、東は79番街、西は80番街と接していた。この場所が選ばれたのは、雲南省からセンウィールートを経由して定期的に首都にやって来るラバ通商隊のキャンプ地であったためである。
国王はまた、パンゼーが独自の礼拝の場を持つために、与えられた敷地にモスクを建設することを許可した。このような規模の事業を行う資金がなかったため、マンダレーのパンゼーはこの問題を杜文秀に持ち込んだ。杜文秀はすでにマンダレーで事業（号）を立ち上げており、この機会を利用した。

### パンゼーの乱

杜文秀の平南国の印(1864-1873)

明光熙の著書『滇緬邊境邦隆「回教」百年滄桑見聞錄』によると、パンゼーは杜文秀の副官の家族に由来する。これらの家族は、馬霊驥の指導下でパンゼーの乱の失敗の後、シャン州北部のワ州に逃げこんだ。馬霊驥は袁姓の妻と離婚し、丁姓の未亡人と結婚した。その後、彼らには2人の息子が生まれた。長男は1878年生まれの馬美廷、次男は1879年生まれの馬陞廷である。長男は後にミャンマーのパンゼーコミュニティの指導者となった。
19世紀初頭、雲南の回族やその他の少数民族は、漢民族の雲南への移住の結果、人口増加の圧力に直面した。これ対する憤りは、清の統治に対する敵意の高まりと相まって、1855年のパンゼーの乱につながった。反乱の発端は建水の漢人と楚雄の回民の鉱山労働者の争いであった。2年以内に、反乱は杜文秀の指導の下で西方に拡大した。杜文秀は永城生まれの回族である。また、杜文秀の父親は漢人で、改宗者ムスリムであった。
回族に対する差別が反乱の根本にあったとされる。しかし、非イスラム教徒のシャン族やカチン族のグループも参加していたため、この反乱は本質的に宗教的なものではなかった。また、体制派のムスリムは清が反乱ムスリムを鎮圧するのを支援した。
清の再征服までの15年間、大理は「雲南のイスラム王国」と宣言された平南国の首都であった。杜文秀は城を建設し、清の権威を否定して明の漢服を着用した。また、イスラーム名「スルタン・スライマン」を名乗った。中東のスルタン国に倣って形成された平南国は、雲南省で10年以上存続し、1860年にその最盛期を迎えた。また、パンゼーの総督府は、ビルマ国境の町バモーに近い騰衝などのいくつかの重要な都市にも設立された。

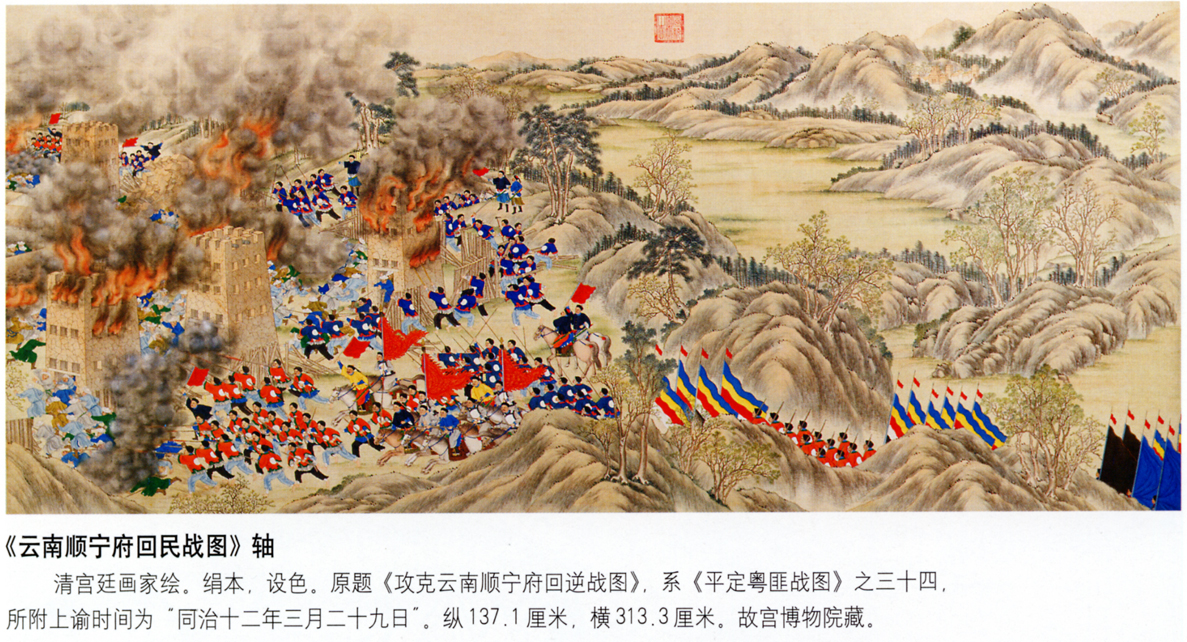
パンゼー反乱軍による順寧府の占領

清は密かに暴徒をけしかけて反回暴動を起こし、モスクの破壊を扇動した。パンゼーは攻撃を撃退し、町を次々と占領した。大理は1857年にパンゼー反乱軍に占領された。これにより、雲南では回民の覇権が既成の事実となった。
この時期、杜文秀は巡礼としてメッカへ向かう途中、おそらくはチャイントンを経由してラングーンを訪れた。そこから彼はカルカッタに行き、そこで英国の力を目の当たりにした。彼はマンダレーでも会社を設立しており、その会社は現在のタリエダンの80番街の西側36番街と37番街の間の場所にあるレンガ造りの1階建ての建物内にあった。会社は宝石、翡翠、綿、絹、その他中緬両国の商品の取引を行っていた。
1868年以降、パンゼー勢力は衰退した。清朝は勢いを取り戻し、1871年にパンゼーの殲滅作戦を開始した。瞬く間に街は陥落し、杜文秀は首都の城壁内部に閉じ込められた。彼は英国に軍事援助を求めたが、失敗した。逃げ場がないと判断した杜文秀は大理陥落直前に自殺を図ったが、毒が効く前に斬首された。杜文秀の首は蜂蜜の中に保存され、決定的な勝利の証として宮廷に送られた。

### 雲南脱出

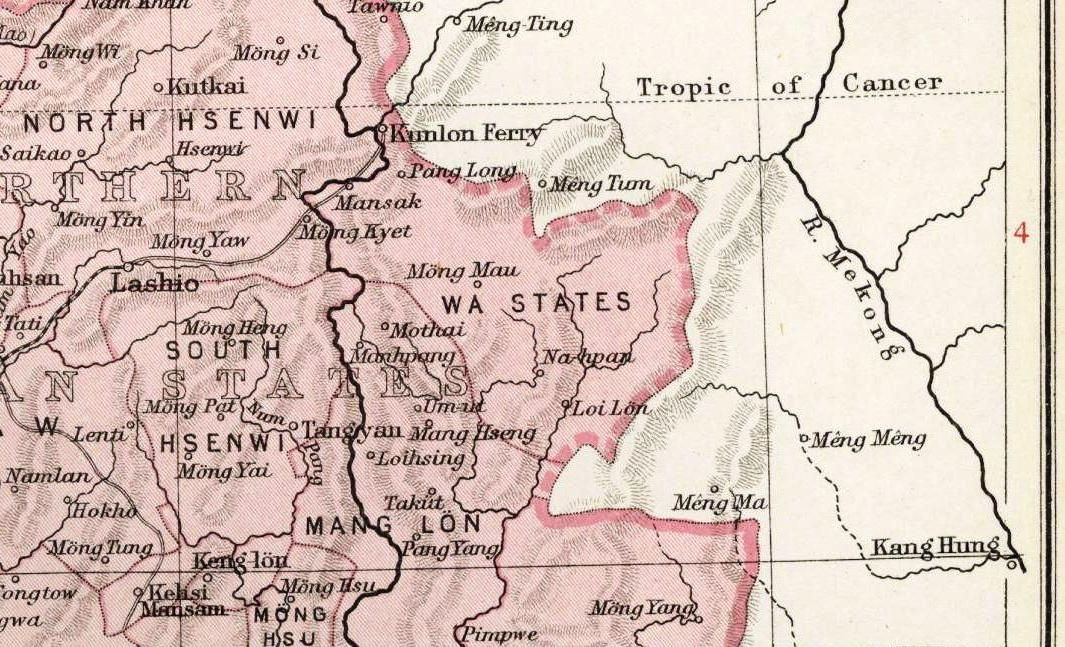
20世紀初頭のインド帝国地図におけるパンロン

大理陥落後もパンゼーの残党は抵抗を続けた。しかし、1873年5月に騰衝が清朝軍に包囲され、攻撃されたとき、抵抗勢力は完全に崩壊した。パンゼーの大義の信奉者の多くは清によって迫害された。多くのパンゼー住民は家族とともにビルマ国境を越えてワ州に避難し、1875年にパンゼーの町パンロンを設立した。
平南国の崩壊は、雲南ムスリム全体の希望を打ち砕いた。崩壊後おそらく10～15年間、回族は広く差別された。数年間、回族の難民は国境を越えてビルマ国内に定住し、商人、隊商、鉱山労働者、レストラン経営者、さらに一部の密航業者や傭兵として、徐々に伝統的な職業に定着していった。平南国の崩壊から15年後、元のパンゼーの居住地にはシャン族やその他の山岳民族が多数定住までに成長した。

### マンダレー
スルタン国が崩壊すると、馬都督はマンダレーで立ち往生した。彼のような地位と立場の人間にとって、大理に戻ることは清朝による確実な処刑を意味した。1868年11月、彼はクニッイワサ王女から1チャット硬貨80枚で家と土地を購入した。1873年6月7日、馬都督はアマラプラ近くのサジンワ村出身の女性シュエグウェと結婚した。彼女はビルマの捕虜としてマンダレーに連れてこられたマニプル王女の娘であった。馬都督は晩年をビルマ人の妻とともにパンゼー居住地で過ごした。
雲南からの大量脱出の後、マンダレーに住むパンゼーの人口は徐々に増加した。新しく到着したパンゼーは、たいてい家族連れで、バモー経由かワ州経由でやって来ていた。パンゼー居住地がミンドン王によって与えられたとき、そこには古い墓と数軒の家があった。そこは放棄された墓地だった。モスクの完成から数年間、パンゼー居住地内にあった家は20軒未満だった。マンダレーの他の地域にも10から20のパンゼー世帯が居住していた。
1868年のパンゼーモスクの設立は、マンダレーにおけるパンゼーのコミュニティが誕生したことを示している。第一世代のパンゼーの数は依然として少数ではあったが、モスクはマンダレー・ラタナボン・ネピドーにおける最初のパンゼー・ジャマアト（会衆）の誕生を意味した。

### パンロン
その後30年ほどにわたって、ワ州パンロンのパンゼーは繁栄を極めた。1920年代初頭までに、近隣のパンサンのワ族との間に確執が生じていた。1926年、これにより、「ワ・パンゼー戦争」が勃発した。パンゼーが勝利を収めると、パンロンはパンサンへの朝貢を放棄し、この地域の貿易における支配を強化した。
合法的な貿易に加えて、パンロンのパンゼーは、現在ゴールデン・トライアングルとして知られる地域で「アヘンビジネスの貴族」としても知られるようになった。パンゼーは、この収益性の高い商品を地元で行商するという危険な事業をシャン族と漢族の商人に任せた。その代わりに、彼らは武装した大規模なキャラバンを長距離輸送船団として、遠くシャム、ラオス、トンキン、雲南まで走らせた。各ラバ荷は2丁のライフルで護衛されていた。
ハーヴェイが1931年にパンロンを訪れたとき、パンゼーの数は5,000人（「地元の新兵を含む」）に増加していた。彼らはシンガポール系中国人によって資金提供されており、130丁のモーゼル銃と1,500頭のラバを所有し、約50キロのアヘンをフランス領、シャム領、英領に輸出していたことを発見した。ハーヴェイの推定とは対照的に、公式推定ではビルマのパンゼー人口は1911年に2,202人（男性1,427人、女性775人）だったが、1921年のインド国勢調査までにこれは1,517人（男性1,076人、女性441人）に減少し、1931年には1,106人（男性685名、女性421名）となっていた。

### 英領ビルマ時代

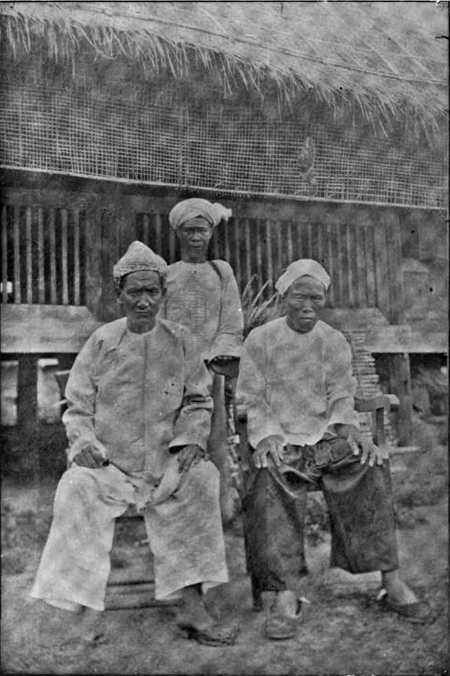
英領ビルマ時代のパンゼーの男性

他のパンゼーもビルマに移住し、当初はモーゴッのルビー鉱山の鉱山労働者として参入し、さらにビルマにシャン州北部ナムトゥのボードウィン銀鉱山、カチン州モーガウンの翡翠鉱山などビルマ各地に進出した。多くのパンゼーの食堂経営者、宿屋の経営者、商人、貿易商がビルマ内陸の都市部、主にラーショー、チャイントン、バモー、タウンジーに定住し、鉱山労働者、通りがかる通商隊、地元住民の需要に応えた。サルウィン川沿いには、主にシャン族とカレン族との交易に特化した他の集落も出現した。一部はビルマ低地の主要都市中心部、特にマンダレーとラングーンに移住し、そこでパンロンや上ビルマの他の「陸路華僑」居住地やビルマの「華僑」コミュニティの商人や仲介業者の代表として繁栄した。低地の港町バセインとモーラミャインにもパンゼーの居住地があったはずである。モーラミャインは雲南省から、チャイントン、チェンマイ、メーサリアンを通るタイ北部貿易ルートを経由する陸路通商交易の終着点であった。
イギリスがビルマを統治していたほとんどの期間、パンゼーは、国際的な宝石市場から商店や宿屋の経営、ロバの飼育、行商や露天商に至るまで、あらゆるレベルの商業を専門として繁栄した。雲南の行商人は、ミッチーナーの北、マリ川とンマイ川に挟まれた「三角地帯」の未管理で到達しにくい丘陵地帯に入り込んだ。ビルマ低地の都市中心部を越えても、パンゼーは雲南とのキャラバン交易を続け、絹、茶、金属製品、食品を中国からビルマに運び、ブロードクロス、特殊食品、とりわけ生綿のようなヨーロッパ製製品を雲南に持ち帰った。

### 第二次世界大戦と独立
ビルマ・雲南国境地域の貿易におけるパンゼー伝統的な優位性は、1937年から1938年にかけてラショーと昆明の間にビルマ公路が建設されたことによって後退した。
第二次世界大戦中、パンロンにあるパンゼーの主要集落は1941年に日本軍のビルマ侵攻によって破壊された。多くのパンゼーは日本軍の迫害から逃れるために雲南省に逃れたり、ジャングルの国境を越えてタイやラオスに逃れたりした。日本軍はパンロンを破壊して焼き払い、200以上の回族の世帯が難民として雲南省やコーカンに逃げ込んだ。
回族の馬光貴はパンロン自衛団のリーダーとなった。この組織は、1942年に日本軍のパンロン侵攻に対抗するために国民党政府によって設立された。パンロンでの日本軍の攻撃に関しては、『滇緬邊境邦隆「回教」百年滄桑見聞錄』に記述されている。
国共内戦によって1949年に中国共産党が政権を掌握し、何千人もの雲南人難民と国民党が中国大陸を追われた。この結果、ミャンマー・シャン州には、回族ではなく漢族を主体とする中国人が越境して押し寄せ、多くのパンゼーはタイ北部へと移住した。

## 現代のパンゼー
2014年7月、ウィラトゥの反イスラーム言説の広まりによりマンダレーでは過激派仏教徒による反イスラーム暴動が発生した。マンダレーのパンゼーコミュニティはラマダンの集まりを中止し、アザーンの音量を下げるなど、緊張が広がった。

### 英語文献
- Anderson, John (1876). Mandalay to Momien: A Narrative of the Two Expeditions to Western China of 1868 and 1875. London: Macmillan
- Atwill, David G (2005). The Chinese Sultanate: Islam, Ethnicity and the Panthay Rebellion in Southwest China, 1856-1873. Stanford: Stanford University Press. ISBN 9780804751599
- Aung-Thwin, Michael (2005). The mists of Rāmañña the legend that was lower Burma. Honolulu: University of Hawai'i Press. ISBN 9780824828868
- Ba Shin (1961). Coming of Islam to Burma down to 1700 A.D.. New Delhi: Azad Bhavan
- Biran, Michal (2001). “Qarakhanid Studies”. Cahiers d'Asie centrale 9:  77–89 2015年6月13日閲覧。.
- Chang, Wen-Chin (2015). Beyond Borders: Stories of Yunnanese Chinese Migrants of Burma. Cornell University Press. ISBN 978-0801454509
- Forbes, Andrew D. W. (2000). “The Role of Hui Muslims in the Traditional Caravan Trade between Yunnan and Thailand”. In Lombard, Denys; Aubin, Jean. Asian merchants and businessmen in the Indian Ocean and the China Sea. ISBN 9780195641097
- Forbes, Andrew; Henley, David (1997). The Haw: Traders of the Golden Triangle. Teak House. ISBN 9781876437008
- Fytche, Albert (1878). Burma past and present : with personal reminiscences of the country. London: C. Kegan Paul & Co.
- Gill, William John (1883). The river of golden sand: being the narrative of a journey through China and eastern Tibet to Burmah. London: J. Murray
- Hooker, Michael Barry (1983). Islam in South-East Asia. Leiden: Brill Archive. ISBN 9789004068445
- Kaye, J. W. (1871). Major Sladen's Report on the Bhamo Route, (In Continuation of Parliamentary Paper No. 251, of Session 1868-9). London: The House of Commons
- Kitagawa, Joseph Mitsuo (2002). The religious traditions of Asia : religion, history, and culture. Routledge. ISBN 9781136875908。
- Notar, Beth E. (2001). “Du Wenxiu and the Politics of the Muslim Past”. Twentieth-Century China 26 (2). doi:10.1179/tcc.2001.26.2.64.
- Scott, James George (1900-01). Gazetteer of Upper Burma and the Shan States. Rangoon: Government Printing
- Thaung (1961). “Panthay Interlude in Yunnan: A Study in Vicissitudes through the Burmese Kaleidoscope”. In Burma Research Society. Fiftieth Anniversary Publications, No. 1: Some of the Papers Read at the Fiftieth Anniversary Conference. Rangoon: Burma Research Society
- Yule, Henry; Burnell, A. C. (1968). Hobson-Jobson : a glossary of colloquial Anglo-Indian words and phrases, and of kindred terms, etymological, historical, geographical and discursive. London: Routledge & K. Paul

### ビルマ語文献
- Than Tun (1968). နယ်လှဲ့ရာဇဝင်. Yangon: Yangon Nantha House